# نادي سوغندال
نادي سوغندال لكرة القدم (بالنرويجية: Sogndal Fotball) هو قسم كرة قدم لنادي سوغندال الرياضي النرويجي من سوغندال في سوغن وفيوردانه. يلعب في الدوري النرويجي الممتاز.